# Oblitoneura agromyzina
Oblitoneura agromyzina là một loài ruồi trong họ Tachinidae.